# Кобилець
Ко́билець — село в Україні, у Підгайчиківській сільській громаді Коломийського району Івано-Франківської області.

## Географічно-природниче розташування
Село знаходиться в східній частині Коломийського району. Відстань до районного центру — 18 км, до Івано-Франківська — 93 км. На заході межує з селами Загайпіль та Назірна, на сході із селом Балинці Снятинського району, на півночі із Підгайчиками,на півдні з Криничками. Село підпорядковується Загайпільській сільській раді, яка до 1962 року входила до Гвіздецького району. Територія — 71 гектар.
Село знаходиться у лісостеповій зоні Передкарпаття. Переважають чорноземні ґрунти. Під селом знаходиться значні поклади урану, нафти. Поділене на правий і лівий берег річкою. Лівий берег села більш підвищений. Саме село знаходиться на пагорбі. Біля села знаходиться урочище Петровець — місце, знищеного у ХІІІ столітті села Петрівці. З дерев переважають дуб, липа, яблуня, вишня, сосна, ялина, ясень. Через село тече річка Кобильчук ( в народній вимові — Кобильчик), ліва притока Турки.
Налічується близько 40 хат, у яких проживають люди.
Вулиці села: І. Франка, Т.Шевченка і Л. Українки.
Кутки села: Безодня, Петрівці, Біла, Старі поля, Залізничні поля, Підпомірки, "Болотяний кордон".

## Назва
Існує кілька версій про походження назви та самого села:
1. Легенда про три села -Загайпіль, Підгайчики та Кобилець:
 "Після розгрому монголо-татарського загону, козаки поділили здобич і радилися де їм поселитися. Один козак, якому дістався гарний вороний кінь, сказав: "Я поїду за гай, там вороги мене не скоро знайдуть," другий мовив: «А я поселюся під гаєм, там земля гарна, врожаї будуть добрі». Третій козак мовчав, погладжуючи свою сіру в яблуках кобилу. Та коли його запитали, де він житиме, сміючись відповів: «Там, куди моя кобила піде…» Так виникли поселення: Загайпіль, Підгайчики та Кобилець." 
2. За іншою версією село отримало свою назву від гідроніму річки Кобильчик, притоки Турки;
3. Село виникло біля річки, у котрій втопилася кобила, внаслідок чого річку назвали Кобильчик, а село — Кобилець.

## Освіта та культура
З 1906 року згадується 1-класова школа. Дітей завжди навчали по селянських хатах. Довгий час для школи була переобладнана хата вивезеної сім'ї репресованого Костюка Миколи Васильовича. З повоєнних часів вчителькою Кобилецької початкової школи працювала Костюк Паша Федотівна (1915—1992 рр.). Із вчителів, які працювали в школі відомі:
- Костюлик Марія з Коломиї, працювала в 30-х роках;
- Моцна Фелікса Броніславівна 1922 р.н.;
- Томаш Ліда Омельянівна 1925 р.н.;
- Клименко Віра Василівна 1923 р.н.;
- Венгриновська Ванда Казимирівна 1935 р.н.;
- Гуменюк Марія Йосипівна 1942 р.н.;
- Кадлубовська Марія Василівна 1949 року, після закриття школи у 1983 р. працювала в Загайпільській ЗОШ.

Станом на 2018 рік у Загайпільській ЗОШ навчається 5 дітей із с. Кобилець.
У 1988 році збудовано новий дім культури (клуб) загалом на 100 місць.
У 2017 році село Кобилець відсвяткувало 445-річчя першої згадки про село. Окрім сільського фольклорного ансамблю, у святі взяли участь учні сіл Загайпіль і Назірна та ансамбль села Загайпіль.

## Історія

### Від найдавніших часів до Київської Русі та монгольської навали
На території села було знайдено археологічні пам'ятки доби пізнього мезоліту, сліди пшеворської культури та культури карпатських курганів (біля села знаходиться земляний насип у формі кургану). У VII — X ст. на території села проживали племена білих хорватів, що пізніше увійшли до складу Київської Русі-України.
До кінця ХІІІ століття у південній частині села Кобилець знаходилося село Петрівці, яке було знищено монголо-татарською ордою. За однією з версій, жителі Петрівців розійшлися по навколишніх селах, а певна частина селян заснувала майбутнє село Кобилець.

### Від першої згадки до кінця ХІХ століття
Село Кобилець бере свій початок у далекому XV ст. В історичних джерелах
поле Кобилець згадується в 1400 році, а село — 1572 року.
Впродовж XVI — XVII ст. жителі села Кобилець брали активну участь в Національно-визвольній війні українського народу під проводом Богдана Хмельницького, були в складі військового формування С.Височана, підтримували опришківський рух. У XVIII ст. між Кобильцем та Криничками, де були болота і трясовина переховувався опришок Ніс.
В Йосифінській (1785—1788 рр.) та Францисканській (1819—1820 рр.) метриках записано, що село належало до домінії Джурків, циркул Заліщики, з 1811 року Коломийський циркул. На 26.01.1787 рік в селі проживало близько 67 людей. З нагоди скасування панщини 1848 року, у селі було встановлено пам'ятний хрест, який не зберігся.
В другій половині XIX століття землі села закупив пан вірменського походження Якуб Гассо-Агопсович (1845—1917 рр.). Свого часу Гассо — Агопсовичі відігравали значну роль у житті Покуття. В селах де були їхні володіння Гассо-Агопсовичі опікувалися греко-католицькими церквами. Зокрема Якуб Гассо-Агопсович, який побудував двір у с. Кобилець патронував Назірнянську, Загайпільську і Кобилецьку церкви. Сам Якуб Агопсович походив із Кулачківців, які разом з Балинцями, Бучачками і Трофанівкою у 1830 р. купив його дід Григорій із Лисців.
Старожили розповідали, що вони добре ставилися до селян, допомагали бідним одягом, ліками, продуктами. Та й жодне весілля в селі не обходилося без подарунків Агопсовичів. Ганна Костюк у день свого весілля отримала від двору в подарунок корову. Бідній сім'ї Параски Максимчук також подарували корову. Перед початком сільськогосподарських робіт Якуб Агопсович пригощав робітників і просив сумлінно працювати, за що отримували платню. По можливості, Якуб оберігав чоловіків від служби в австрійській армії, мотивуючи тим, що потрібні робочі руки для роботи на полі. У 80-х роках ХІХ ст. пан Агопсович був ініціатором прокладення залізниці через Кобилець, але австрійська влада відхилила цю ідею. Були серед Агопсовичів і староста Городенки, і проректор етнографічної виставки 1880 року в Коломиї. Онук Я. Агопсовича, Роман Лисаковський, був відомим польським художником.

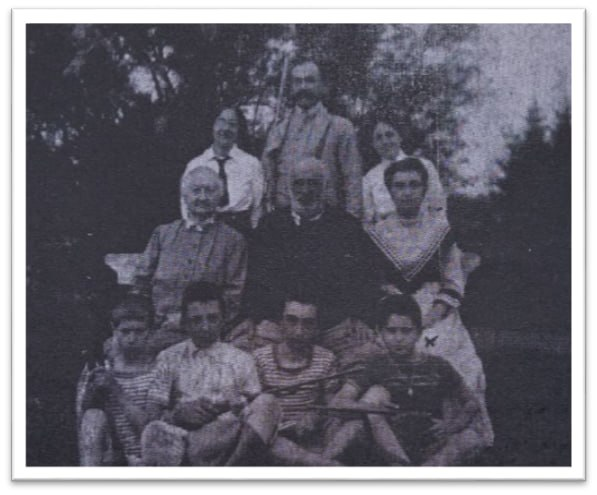
Агопсовичі та Лисаковські у селі Кобилець (1910) фото з книги "Впродовж століття"

Проживала у Кобильці також вірменка Герміна Бавер і її сестра Матильда. Вірменкою була і дружина Івана Боті, слуги двору. Звали її Анною а їхніх дітей- Вероніка, Вілейм, Людельгра.
Якуб Агопсович поставив у селі багатий двір. В центрі двору- гарний двоповерховий будинок, з якого відкривався чудовий вигляд на гори, які височіли за річкою Прут.

### Перша світова війна
Під час Першої світової війни біля села відбувся бій між російськими та австрійськими військами. В архівному списку могил того періоду записано: в с. Кобилець- 2 могили. На сільському цвинтарі поховані австрійські вояки, які померли від тяжких ран. 1917 року росіяни спалили родинне помістя Агопсовичів.
У складі легіону Українських Січових Стрільців (УСС) брали участь двоє жителів села — брати Ілько та Гаврило Поповичі, які поховані на військовому цвинтарі в Коломиї 1919 року.

### У складі Польської держави. Міжвоєнний період.
У 1923 році після визнання Антантою Західної України частиною Польщі, село приєднується разом з Галичиною та Волинню до Польської держави.
На 01.01.1939 в селі проживало 280 мешканців, з них 270 українців, 5 поляків і 5 євреїв. Село входило до складу ґміни Ґвоздзєц Място Коломийського повіту Станиславівського воєводства Польщі.

### За перших рад та в період Другої світової війни
У вересні 1939 року село, як і вся Західна Україна була приєднана до СРСР. Під час Другої світової війни до лав Червоної армії було призвано у 1940 р.- 2 чол., 1941 р.- 3 чол. З липня 1941 року до 27.03.1944 року- німецька окупація. До дивізії СС «Галичина» потрапило служити 8 чоловік, двоє з них загинули.
На роботи до Німеччини було вивезено 6 людей, з них двоє померло. Місцевою німецькою владою було замордовано комсомольського секретаря Григорака Василя Степановича 1920 р. народження. 12 травня 1944 року село проводжало на фронт 44 чоловіків, 15 з них загинули, більшість поранених. Репресовано 8 людей, з них у тюрмах загинуло троє. Сім'ї відправлено у Сибір замість політичних репресій. Засуджено 2 чол. до 10 років позбавлення волі.
У 1944 році в селі налічувалося 68 господарських дворів і проживало 173 людини.

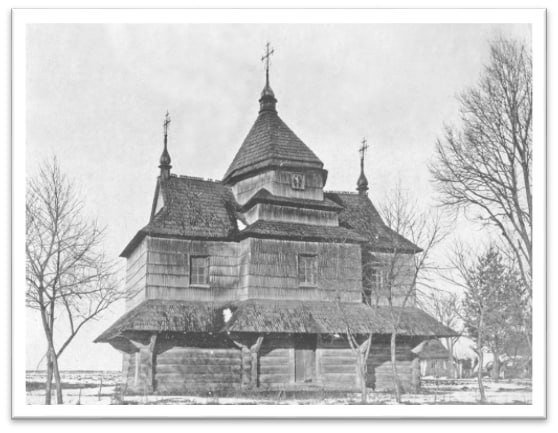
Церква, збудована у 1850 році. Знищена у 1986 році комуністами

### Радянський період
18.10.1945 року під час бою між вояками УПА та енкаведистами, останні спалили заживо у власній хаті Костюк Марію 1908 р.н разом з дітьми — Марійкою 1930 р.н. і Васильком 1933 р.н. Того ж року, вдруге згорів будинок Агопсовичів, після чого, будинок більше не відбудовували.
Голод 1946—1947 рр. не оминув села. Як і вся Україна, село дуже постраждало від посухи, яка привела до голоду. Старожили пригадують, що по селі ходили різні люди. Обмінювали будь-що на їжу.
05.03.1949 року у селі створено колгосп «ім. XVI Партз'їзду». 1950 року пройшло об'єднання із загайпільською артіллю «Перше травня» під спільною назвою «Перемога». У 1949 році у селі було 67 господарських дворів, а у 1957 році — 64 господарські двори.
В часи першої хвилі еміграції одна родина виїхала на Американський континент. 1944 року сім'я Карвасецьких переїхала до Польщі. Після війни залишилася жити у Німеччині Костюк Василина Петрівна 1926 р.н. В Австралії загубили сліди Николайчука Дмитра Михайловича 1923 р.н. З радянських часів вихідці із села проживають в Росії, Білорусі та по всій Україні.
На початку 1960-х років село електрифіковано. 1983—1984 рр. поблизу села було завершено будівництво частини експортного газопроводу «Уренгой-Помари-Ужгород». 1988 року у селі збудували новий клуб на 100 місць.

### Доба незалежності
На Всеукраїнському референдумі 1 грудня 1991 року 90 % жителів проголосували за незалежність України. 1992—1994 роках було побудовано новий храм Воздвиження Чесного Хреста. У 1996 році здано в експлуатацію газопровід та газофіковано сільські будинки.
2006 року відкрито каплицю — ротонду біля церкви.
У 2010 році через село було прокладено асфальтне покриття за рахунок мецената, вихідця із села Михайла Костюка.
У березні 2014 року на позачергових виборах Президента України у селі перемогу здобув Петро Олексійович Порошенко. З початком російсько-української війни на Сході України жителі села допомагали продуктами харчування та одягом українським захисникам.
У 2019 році на чергових виборах Президента України в селі перемогу здобув Володимир Олександрович Зеленський. Того ж року Кобилець разом із Загайполем, Назірною, Джурковом, та Пищачем увійшли до складу Підгайчиківської ОТГ. 25 жовтня 2020 року відбулися місцеві вибори, де перемогу здобув Ігор Петрович Мартинюк.

## Населення
Динаміка зміни кількості населення в селі Кобилець: 
- 1787 р. — 67 осіб;
- 1939 р. — 280 осіб;
- 1949 р. — 216 осіб;
- 1957 р. — 218 осіб;
- 1979 р. — 168 осіб;
- 1989 р. — 137 осіб;
- 1999 р. — 123 осіб;
- 2001 р. — 118 осіб

### Мова
Розподіл населення за рідною мовою за даними перепису 2001 року:
| Мова       | Відсоток |
| ---------- | -------- |
| українська | 100,00 % |
| російська  | 0,00 %   |
| польська   | 0,00 %   |
| вірменська | 0,00 %   |

## Релігія. Церква

### Храм Воздвиження Чесного Хреста
Жителі села сповідують християнство східного обряду, православні, хоча до приходу більшовиків були греко-католиками. У селі знаходиться Церква Воздвиження Чесного Хреста Православної Церкви України (ПЦУ).
Збереглася інвентарна церковна книга 1927 року в якій записано: «Церква збудована в 1850 році. Коштом добровільної конкуренції парохіян Кобильця. Титул храму — Воздвиження Чесного Хреста, храмове свято в селі — 27 вересня. Стиль гуцульський у формі хреста. Крита гонтами. Форма церкви з п'ятьма банями. Дзвонів немає.» 
Довший час церква вважалася капличкою, оскільки невелика громада не була в змозі платити податок за церкву. Може і тому до 1929 року церква не мала дзвонів. Кобилець і Загайпіль були прилученні до парохії с. Назірна. Парохію засновано у 1754 році. Дохід з цілої парохії — майже 400 злотих.
Парохом в час відкриття церкви Воздвиження Чесного Хреста в Кобильці був Степан Терлецький (1817—1867 рр.), батько відомого публіциста та громадського діяча Остапа Терлецького (1850—1902 рр.) з Назірної.
За даними «Шематизмів Станиславівської єпархії» в с. Кобилець налічувалося: 1909 рік — 184 греко-католики, 1925 рік — 218, 1927 рік — 228, 1930 рік — 223, 1931 рік — 240.
З приходом більшовиків, духовне життя в Західній Україні змінилося у гірший бік, у тому числі у селі.
Парохи села Кобилець (1850-1947 рр.):
- о. Степан (Терлецький) — 1850-1867 рр.;
- о. Максиміліян (Крушельницький де Сас, зять Степана Терлецького) — 1867-1894 рр.;
- о. Степан (Крушельницький,син Максиміліяна)-1894-1911рр.;
- о. Дмитро (Вахняк) — 1911-1912 рр.;
- о. Іллярій (Цибик) — 1912-1937 рр.;
- о. Євген (Карпінський) — 1937-1944рр.;
- о. Михайло (Дмитерко) — 1947 рік-підписав православ'я.

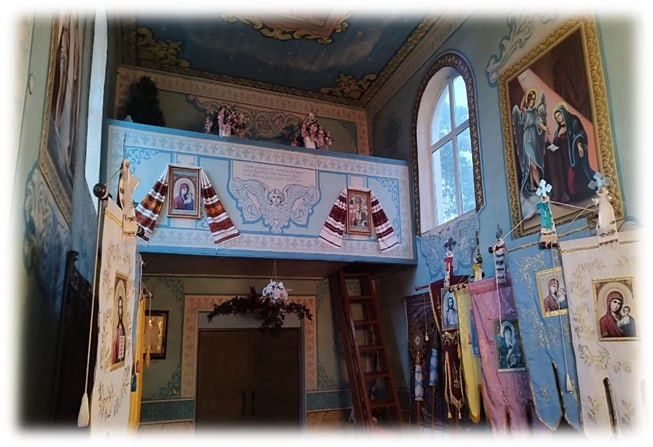
Храм у селі Кобилець (хори)

1960 року церкву перетворили на колгоспний склад, що призвело до аварійного стану будівлі. Остаточно знищили церкву у 1986 році — розвалили бульдозерами. За допомогою тросів було перевернуто дзвіницю, ровесницю церкви. Під вечір жителі села підняли дзвіницю і поставили на місце. Дзвін, який був вилитий у 1929 році за рахунок парафіян ще довго переховували від комуністів. Це був один із трьох дзвонів дзвіниці, який вдалося зберегти від вивезення німецькими окупантами.

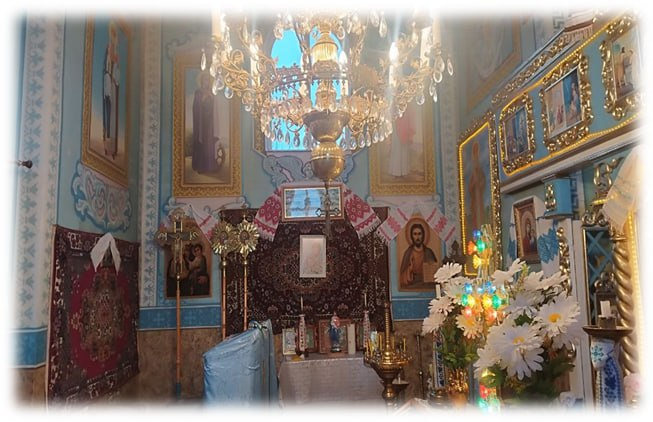
Храм у селі Кобилець (центр)

Багато зусиль для відродження релігійного життя в селі доклав о. Василь Гаврилюк. За 1992—1994 роки біля столітніх сосен на попелі знищеної церкви постала нова будівля церкви Воздвиження Чесного Хреста. Всі будівничі клопоти ще у 1990 році взяв на себе виходець із села, депутат районної ради Роман Костюк. Під керівництвом Миколи Миколайчука зроблено верх із п'ятьма банями. Він же перекрив церкву і виготовив хрести. Багато допомогли громаді села Степан Балабаник з Підгайчиків та вихідці з села Олексій Костюк і Михайло Костюк. 2000 року розписано храм: це офіра о. Дмитра Григорака. Також допомагали і жителі Загайполя.

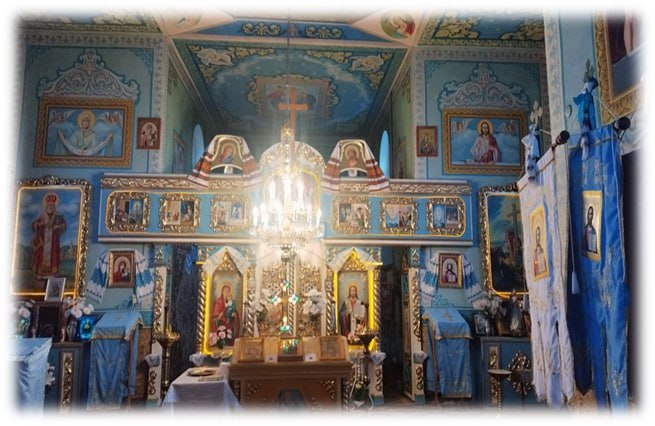
Іконостас та вівтар

За ініціативи о. Дмитра Григорака у 2006 році на храмове свято біля церкви було відкрито каплицю — ротонду зі статуєю Діви Марії. На освяченні каплиці був присутній архієрей УАПЦ (нині — ПЦУ), митрополит Галицький Андрій.
У 2013 році віряни храму урочисто відзначили 1025-річчя хрещення Київської Русі-України князем Володимиром Великим.
У липні 2016 р. перейшла з-під юрисдикції УАПЦ в УПЦ КП. Після церковного собору 15 грудня 2018 року та отримання Томосу Україною 6 січня 2019 перейшла до Православної Церкви України (ПЦУ). З 2017 року предстоятель храму, священник о. Василь (П'ятничук).
У зв'язку з переходом Православної церкви України (ПЦУ) в 2023 році на новоюліанський календар храмове свято  тепер відзначають 14 вересня.

## Гімн
З нагоди 450-річчя заснування села Кобилець, а також 30-річчя початку зведення нового храму, було висунуто ідею про написання гімну даного поселення(нижче подано текст пісні-гімну):
МОЇ РІДНІ КОБИЛЬЦІ 
Серед поля й хлібів золотих
Невеличке село причаїлось,
Немов тихо пливе по ланах
І на хвильку отут зупинилось.
Приспів:
На горбочку, на любім мені,
Немов пташка сидить на гілці.
Там видніється у далині
Мої рідні і милі Кобильці.
---
Тут живуть найдорожчі мені
Мої рідні, мої односельці,
Що завжди готові в біді
Поділитись добром, тай від серця.
Приспів:
На горбочку, на любім мені,
Немов пташка сидить на гілці.
Там видніється у далині
Мої рідні і милі Кобильці.
---
Тут живе працьовитий народ,
Що завжди хотів у мирі прожити,
Працювати й радіти життю,
І завжди Україну любити.
Приспів:
На горбочку, на любім мені,
Немов пташка сидить на гілці.
Там видніється у далині
Мої рідні і милі Кобильці. 
Автор тексту - Василевич Марія Іванівна

## Відомі люди
- Костюк Михайло Дмитрович (нар. 22 листопада 1961 р.) — український залізничник, голова Львівської ОДА
- Костюк Сергій Михайлович (нар. 1976 р.)- кандидат історичних і політичних наук. Автор понад 20 наукових праць, які опубліковували в Україні, США, Словаччині та Канаді. У 2005 році — дикторант Саскачеванського університету (Канада). Проживає в Канаді.
- Лисаковський Роман Леопольдович (8.08.1899 р. — 13.09.1992 р.) — польський та український художник, онук поміщика села вірменського походження Якуба Гассо-Агупсовича. Провів свої дитячі роки у селі.
- Филипчук Ольга Іванівна — (07.04.1956 - 2011) — директор Чернівецького літературно-меморіального музею Юрія Федьковича (з 1983 р. і дотепер). Заслужений працівник культури України (2008). Автор путівника «Чернівецький літературно-меморіальний музей Юрія Федьковича». — Чернівці: Букрек, 2011. — 128 с.: іл. — ISBN 978-966-399-349-2.

## Цікаві факти
- Під час будівництва церкви у 1850 році, один із майстрів вилікував німого хлопця.
- У Малопольському та Великопольському воєводствах Польщі є села із назвою Кобилець.

## Джерело
- М. Савчук. Енциклопедія Коломийщини. Зшиток 5, літера Д. Вік. Коломия 2007.
- В. Мандрусяк. Впродовж століття. Видавництво "Гомін". Коломия 2016.